# 마차푸차레산
마차푸차레(네팔어: माछापुच्छ्रे, 언어 오류(gvr): कतासुँ क्लिको, Machapuchare 또는 Machhaphuchhare)은 네팔 북부에 위치한 안나푸르나 히말에서 남쪽으로 갈라져 나온 산맥의 끝에 위치한 봉우리로 네팔 중앙의 휴양도시인 포카라로부터는 북쪽으로 약 25km 떨어진 곳에 있다.
두 개로 갈라져 있는 봉우리의 모습이 물고기의 꼬리 모양을 하고 있다고 하여 네팔어로는 '물고기의 꼬리'라는 뜻을 가지고 있으며, 마차푸차레라는 고유 이름 외에 'Fish Tail'로도 잘 알려져 있다.
마차푸차레산은 히말라야 유일의 미등정 산으로도 유명한데, 1957년 지미 로버트가 이끄는 영국등반대가 정상 50m 앞까지는 등반한 적은 있으나, 네팔인들이 신성시하는 산으로 등반이 금지되어 있다.